# Henri II. de Sassenage
Henri II. de Sassenage, genannt Henri Le Roux (* wohl 1384; † 17. August 1424 in der Schlacht von Verneuil, 40 Jahre alt) war Baron de Sassenage und Gouverneur der Dauphiné.

## Leben
Henri II. de Sassenage war der Sohn von Aymar de Sassenage (dem Bruder des Barons François II.) und Humilie Aynard. Die Baronie Sassenage bekam er im Jahr 1399, da sein Onkel François II. keine männlichen Erben aus seiner Ehe mit Alix de Châlon und ihn als Erben eingesetzt hatte.
Als Angehöriger des Rates des Königs Karl VI. wurde Henri le Roux am 7. Februar 1416 vom Dauphin Jean de Valois, duc de Touraine zum Gouverneur der Dauphiné ernannt. Er leistete seinen Diensteid am 7. Juni 1417 in Grenoble. Er reformierte zwei Mal das Münzwesen in der Dauphiné (August 1417 und April 1418) und erhielt durch eine königliche Deklaration vom 5. Juni 1418 das exklusive Recht, die Geldwechsler auszuwählen. 
Als Louis II. de Poitiers, Graf von Valentinois und Diois von seinen zahlreichen Gläubigern unter Druck gesetzt wurde, hatte er 1404 versucht, seine Grafschaft gegen einen lebenslänglichen Nießbrauch an die Krone zu verkaufen. Da auch Frankreich Schwierigkeiten hatte, die erforderliche Summe aufzubringen, musste bis 1419 auf das Erbe gewartet werden, bis die Grafschaft in die Dauphiné integriert werden konnte. Henri II. de Sassenage führte als Testamentsvollstrecker die Umsetzung des Erbes und die Zahlung der damit verbundenen Entschädigungen an die testamentarischen Erben von Louis de Poitiers durch.
Wegen eines Gelübdes, das Henri le Roux einige Jahre zuvor abgelegt hatte, bat er 1420 darum, aus seinem Gouverneursamt entlassen zu werden, um nach Jerusalem pilgern zu können. Nach seiner Rückkehr kämpfte er an der Seite des Königs Karl VII. gegen die Bedrohung durch die Engländer; er fiel am 17. August 1424 in der Schlacht von Verneuil an der Spitze der Truppen der Dauphiné.

## Ehe und Famille
Henri le Roux heiratete am 10. August 1411 per Ehevertrag Antonia di Saluzzo (Antoinette de Saluces, * um 1392), Tochter von Ugo di Saluzzo (Hugues de Saluces), Seigneur de Montjay-Sanfront, und Marguerite des Baux, Dame de Suze. Die Hochzeit fand in Romans in Anwesenheit von Pietro d Saluzzo (Pierre de Saluces), Bischof von Mende, und Amadeo di Saluzzo (Amédée de Saluces), Kardinal und Camerlengo des Avignonesischen Papsttums, Bischof von Valence und Die, zwei Onkel der Braut, statt. Antonia brachte die Erbrechte ihrer Mutter auf Suze mit in die Ehe. Ihre Kinder sind:
- François III. de Sassenage († 1447), Baron de Sassenage, Seigneur de Pont, de Monteillez etc.; ⚭ Philippe Alleman († 1478), Tochter von Jacques Alleman, Seigneur de Champs
- Marguerite de Sassenage († nach 1471); ⚭ Amblard de Beaumont, Seigneur de Montfort; als Witwe wurde sie Mätresse des späteren Königs Ludwig XI.[1]

Antonietta di Saluzzo heiratete in zweiter Ehe 1426 Louis de La Baume de Suze, womit die Rechte an Suze der Familie Sassenage wieder verloren gingen. 